# Somaglia (cognome)
Somaglia è un cognome di lingua italiana.

## Varianti
Somaglini, Somaini, Somajni, Sommaini.

## Origine e diffusione
Cognome tipicamente settentrionale, è presente prevalentemente in Lombardia.
Potrebbe derivare dal toponimo Somaglia.
La variante Somaini copre il medesimo areale.

## Persone
- Gian Giacomo Cavazzi della Somaglia (1869-1918) – politico italiano, senatore del Regno d'Italia e presidente della Croce Rossa Italiana dal 1913 alla morte
- Gian Luca Cavazzi della Somaglia (1841-1896) – politico italiano,  senatore del Regno d'Italia e presidente della Croce Rossa Italiana
- Giulio Maria della Somaglia (1744-1830) – cardinale italiano, segretario di Stato con papa Leone XII dal 1824 al 1828